# أندريه فان دوين
أدريانوس مارينوس المعروف بإسمه الفني أندريه فان داوين (مواليد روتردام، في 20 فبراير 1947)، هو كوميدي وممثل ومغني ومخرج ومنتج ومذيع مقدم، وشاعر غنائي الهولندي، أطلق عليه فريق «Algemeen Dagblad» لقب "أعظم كوميدي شعبي هولندي في نصف قرن الأخير، وهو كذلك بدون شك، شخصية كوميدية معروفة على الصعيد الهولندي يعرفها الصغير والكبير